# Il poliziotto 202
Il poliziotto 202 (Allez France!) è un film del 1964 diretto da Robert Dhéry.